# 강새해초목
강새해초목 또는 강새목(Stolidobranchia)은 해초강에 속하는 피낭동물의 목의 하나이다. 멍게와 미더덕, 오만둥이, 보라판멍게 등을 포함하고 있다. 군체 생활을 하는 종과 독거 생활을 하는 종을 둘 다 포함하고 있다. 다른 피낭동물과 달리 인두아가미주머니를 갖고 있다.이전에는 측성해초목(Pleurogona)의 강새아목(Stolidobranchia)으로 분류했다.

## 하위 과
- 가죽빛멍게과 (Molgulidae) Lacaze-Duthiers, 1877
- 멍게과 (Pyuridae) Hartmeyer, 1908
- 미더덕과 (Styelidae) Sluiter, 1895